# EMT-7
EMT-7 je ruski elektromagnetni protiminski sistem namenjen čiščenju minskih polj. EMT-7 pošlje elektromagnetni pulz, ki detonira protitankovsko mino na varni razdalji. Napravo se namesti na zunanji del tanka in je težka okrog 250 kg.
Sistem EMT-7 je bil testiran na glavnih bojnih tankih T-72 in T-90